# ワイヤレス・フェスティバル
ワイヤレス・フェスティバル（Wireless Festival）とは、イギリスのイングランド、ロンドンで行なわれている野外ロック・フェスティバルである。毎年の6月末～7月初旬に開催され、ライブ・ネイションが主催する。会場は当初ハイド・パークが使用されていたが、2013年はクイーン・エリザベス・オリンピック・パーク、2014年以降はロンドン北部のフィンズベリー・パークで開催される。
開催期間は年毎に変動しており、フェスがスタートした2005年は4日間開催であったが(しかもこの年は他のフェスのように連日開催ではなく、1~2日目が金土、3~4日目が翌週水木という変則的な隔日開催であった)、翌年以降は5日間開催に拡大する年もあれば2日間開催に留まる年もあり、いまだその定着にはいたっていない。また2006年と2007年時にはロンドン以外にリーズのヘアウッド・ハウスにて、変則的なタスキ掛け方式による2都市間開催が行われていたが、2014年に2都市開催が一時的に復活し、ロンドンの他バーミンガムでも開催された。
当初、開催のメーンスポンサーであった「O2」の名を冠した「O2・ワイヤレス・フェスティバル」と正式明記されていたが、2009年からスポンサーが交代したため現在は「ワイヤレス・フェス」とそのまま呼称される。
2012年以降、出演者の大部分はR&B・ヒップホップ・ダンスミュージック系で占められている。

## 主な出演者
- 一番上に表記されているバンド名が、ヘッドライナー（Mainステージ）である。以下、他のステージの出演者も含む。

### 2005年
| 1日目                                                             | 2日目                                                                            | 3日目                                                                    | 4日目                                                             |
| - ニューオーダー - モービー - ハード・ファイ - グレアム・コクソン | - ベースメント・ジャックス - M.I.A. - LCDサウンドシステム - デス・イン・ヴェガス | - キーン - エコー&ザ・バニーメン - スーパーグラス - ジェームス・ブラント | - カサビアン - エディターズ - ソウルワックス - ピート・ドハーティ |

### 2006年
| 1日目 | 2日目                               | 3日目                                                                                           | 4日目                                                                   | 5日目                                                            | リーズ1日目                                                                   | リーズ2日目                                                                                 |
| - ストロークス - ベル・アンド・セバスチャン - スーパー・ファーリー・アニマルズ - ザ・ラカンターズ - ゴーゴル・ボールデロ | - デビッド・グレイ - KTタンストール | - マッシヴ・アタック - ザ・フレーミング・リップス - ダミアン・マーリー - ファレル・ウィリアムス | - ジェームス・ブラント - イールズ - パオロ・ヌティーニ - ベス・オートン | - デペッシュ・モード - ゴールドフラップ - OK Go - ザ・フラテリス | - マッシヴ・アタック - ゴールドフラップ - ファレル・ウィリアムス - DJシャドウ | - ザ・フー - ザ・フレーミング・リップス - ザ・ズートンズ - スーパー・ファーリー・アニマルズ |

### 2007年
| 1日目                                                                      | 2日目 | 3日目 |
| - ホワイト・ストライプス - クイーンズ・オブ・ザ・ストーン・エイジ - エール | - ダフト・パンク - LCDサウンドシステム - シミアン・モバイル・ディスコ - デジタリズム - クラクソンズ - CSS | - カイザー・チーフス - ザ・クリブス - エディターズ - ザ・トゥワング - ロス・キャンペシーノス! - ポリシックス |

### 2008年
| 1日目                                                            | 2日目                                                                         | 3日目                                                                             | 4日目                                                                                           |
| - ジェイ・Z - マーク・ロンソン - ホット・チップ - クール・キッズ | - モリッシー - ベック - ダーティ・プリティ・シングス - ニューヨーク・ドールズ | - ファットボーイ・スリム - アンダーワールド - ジャンキーXL - ブーツィー・コリンズ | - カウンティング・クロウズ - ベン・ハーパー - ドノヴァン・フランケンレイター - ギャラクティック |

### 2009年
| 1日目 | 2日目                                                                                          |
| - ベースメント・ジャックス - ザ・ストリーツ - ディジー・ラスカル - デジタリズム - セイント・エティエンヌ - デルフィック | - カニエ・ウェスト - Q-Tip - キッド・カディ - ヤング・ジージー - フロー・ライダー - ノイゼッツ |

### 2010年
| 1日目                                                                 | 2日目                                                                                     | 3日目                                                                        |
| - P!NK - ザ・ティン・ティンズ - ゴシップ - ボウリング・フォー・スープ | - LCDサウンドシステム - スヌープ・ドッグ - 2 many DJs - DJシャドウ - ミッシー・エリオット | - ジェイ・Z - D12 - リリー・アレン - スラッシュ - フレンドリー・ファイアーズ |

### 2011年
| 1日目                                                                                             | 2日目                                                                                      | 3日目                                                                      |
| - ブラック・アイド・ピーズ - デヴィッド・ゲッタ - ブルーノ・マーズ - ファーイースト・ムーヴメント | - ケミカル・ブラザーズ - ザ・ストリーツ - エイフェックス・ツイン - デジタリズム - バトルス | - パルプ - グレイス・ジョーンズ - ザ・ホラーズ - フォールズ - メトロノミー |

### 2012年
| 1日目                                          | 2日目                                                                                            | 3日目 |
| - デッドマウス - ザ・ルーツ - サンティゴールド | - ドレイク - ニッキー・ミナージュ - ウィズ・カリファ - リタ・オラ - ザ・ドリーム - Hilltop Hoods | - リアーナ - ジェシー・J - J・コール - シェール・ロイド - ピットブル - カルヴィン・ハリス - マデオン - エイサップ・ロッキー - ロイド - ファーイースト・ムーヴメント - Doctor P |

### 2013年
| 1日目 | 2日目 | 3日目 |
| - ジャスティン・ティンバーレイク - スヌープ・ドッグ - トレイ・ソングス - ジョン・レジェンド - フランク・オーシャン - ミゲル - ケシャ - コナー・メイナード | - Jay-Z - エミリー・サンデー - リタ・オラ - ケンドリック・ラマー - ミゲル - カルヴィン・ハリス - マックルモアー&ライアン・ルイス | - Jay-Z&ジャスティン・ティンバーレイク - ウィル・アイ・アム - ア・トライブ・コールド・クエスト - ナズ - エイサップ・ロッキー - 2チェインズ |

### 2014年
| ロンドン1日目・バーミンガム3日目                                                                                                 | ロンドン2日目・バーミンガム1日目 | ロンドン3日目・バーミンガム2日目                                                                             |
| - カニエ・ウェスト - ファレル・ウィリアムス - タイニー・テンパー - ベースメント・ジャックス - ジョルジオ・モロダー - 2チェインズ | - ドレイク - Rudimental - Azealia Banks - ウィズ・カリファ - アール・スウェットシャツ - チャンス・ザ・ラッパー - YG - スクールボーイ・Q | - ブルーノ・マーズ - アウトキャスト - ロビン・シック - エリー・ゴールディング - J・コール - ショーン・ポール |

### 2015年
ロンドン単独開催に戻り、6月28日、7月3日～5日の変則4日間開催。前年出演をキャンセルしたドレイクが、2公演のヘッドライナーを務める。3日目・4日目はダブル・ヘッドライナー。
| 1日目 | 2日目                                                                                                | 3日目 | 4日目 |
| - ドレイク - リタ・オラ - ケイティ・B - チャンス・ザ・ラッパー - パブリック・エナミー - ビッグ・ショーン - レイクウォン&ゴーストフェイス・キラー - デ・ラ・ソウル - アイラヴマコーネン | - ドレイク - エイサップ・ロッキー - Major Lazer - Labrinth - Nero - Duke Dumont - アイラヴマコーネン | - アヴィーチー - ケンドリック・ラマー - メアリー・J. ブライジ - Knife Party - チャイルディッシュ・ガンビーノ - Gorgon City - コナー・メイナード | - デヴィッド・ゲッタ - ニッキー・ミナージュ - ジェシー・J - クリーン・バンディット - ストロマエ - チャーリー・エックス・シー・エックス - プシャ・T - シアラ - グランドマスター・フラッシュ |

### 2016年
7月8日～10日の3日間開催。
| 1日目                                    | 2日目                                                                     | 3日目                                                                            |
| - カルヴィン・ハリス - The 1975 - ミゲル | - Chase & Status - J・コール - フューチャー - クレイグ・デイヴィッド・TS5 | - Boy Better Know - カイゴ - マーティン・ギャリックス - Jess Glynne - ファーギー |

### 2017年
7月7日～9日の3日間開催。
| 1日目                                                                      | 2日目                                      | 3日目                                                                                       |
| - チャンス・ザ・ラッパー - Bryson Tiller - ジー・イージー - ザラ・ラーソン | - Skepta - Travis Scott - ショーン・ポール | - ザ・ウィークエンド - ナズ - Wizkid - プシャ・T - タイガ - デザイナー - ヒルトップ・フッズ |

## ギャラリー

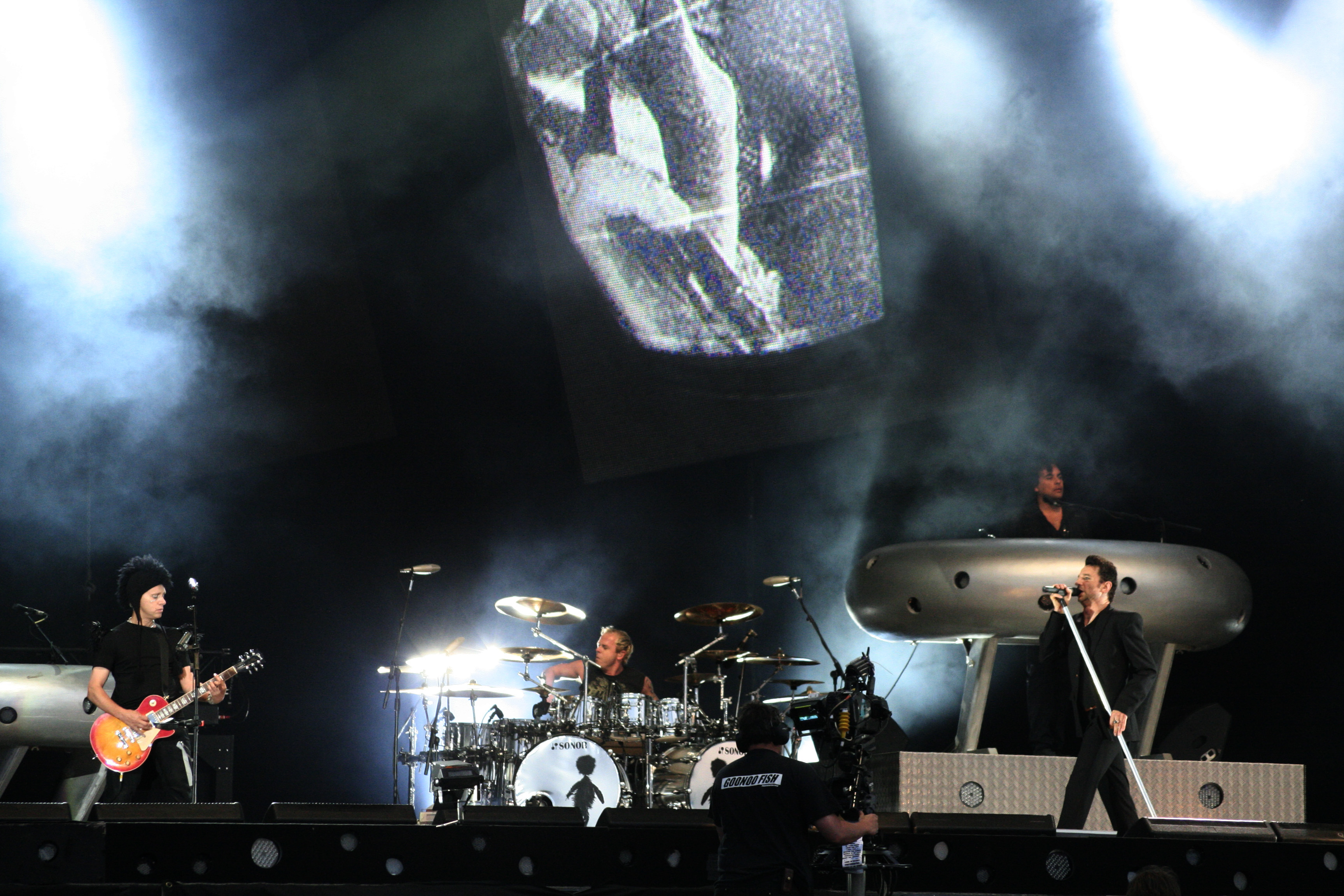
2006
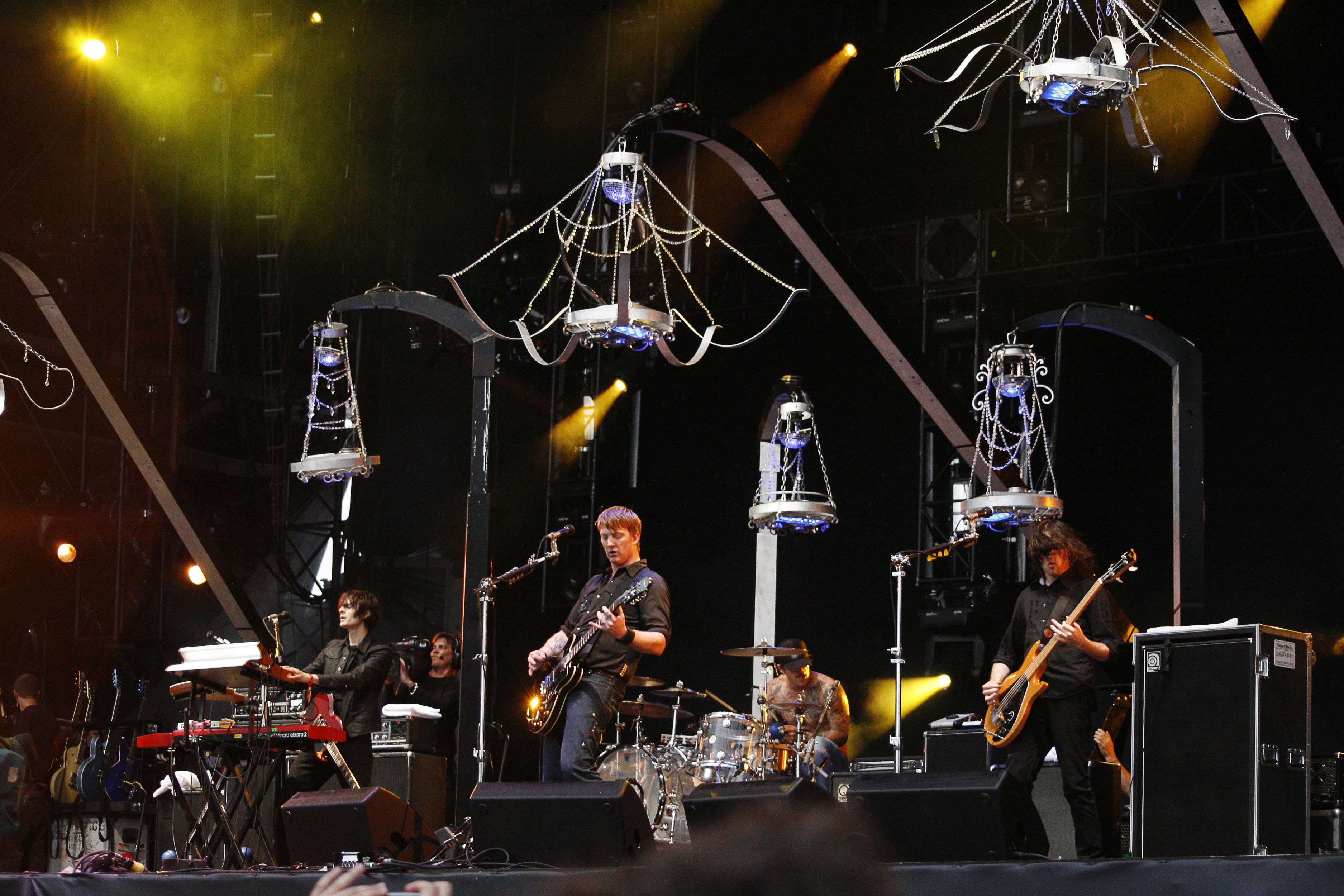
2007
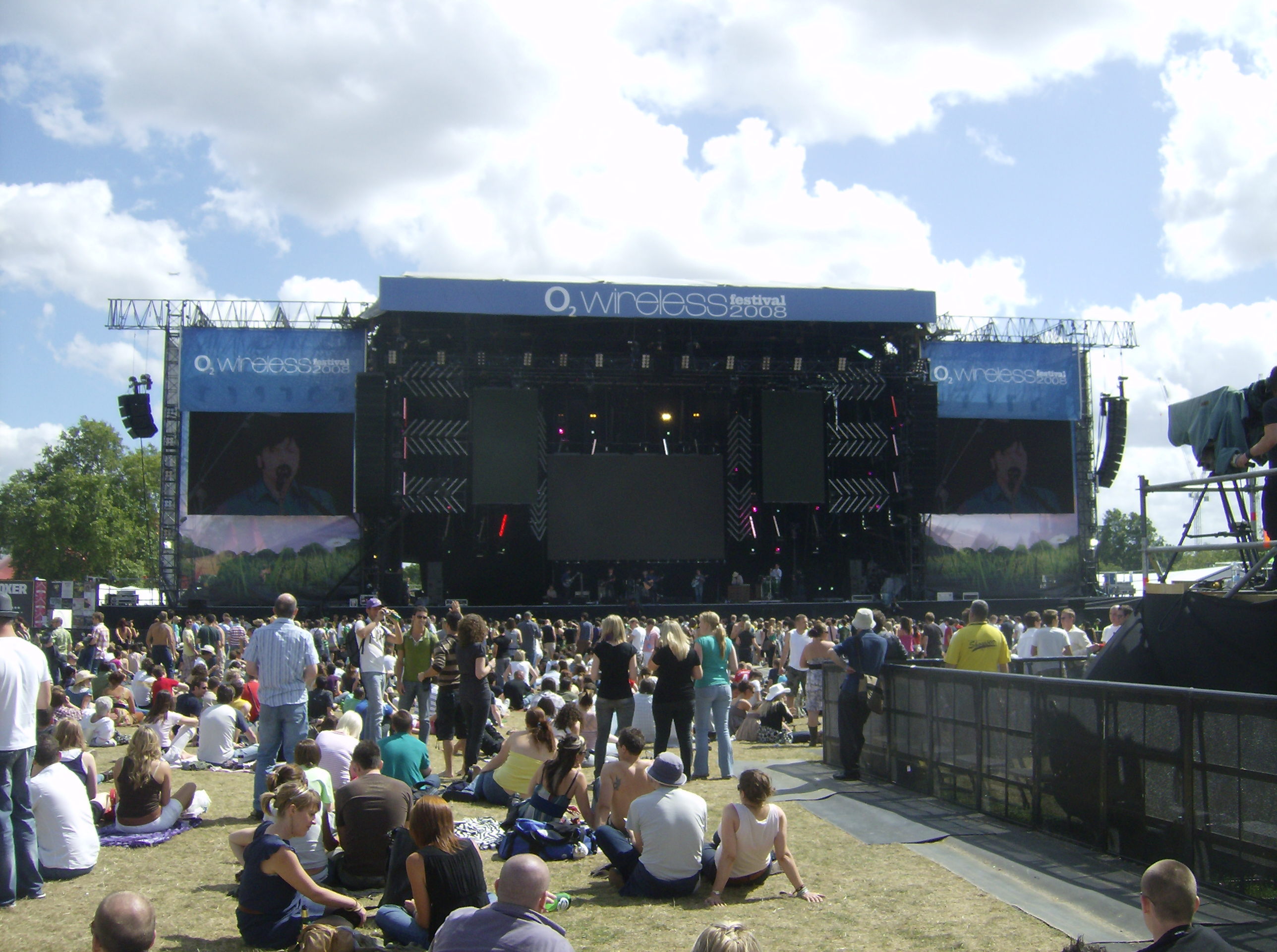
2008
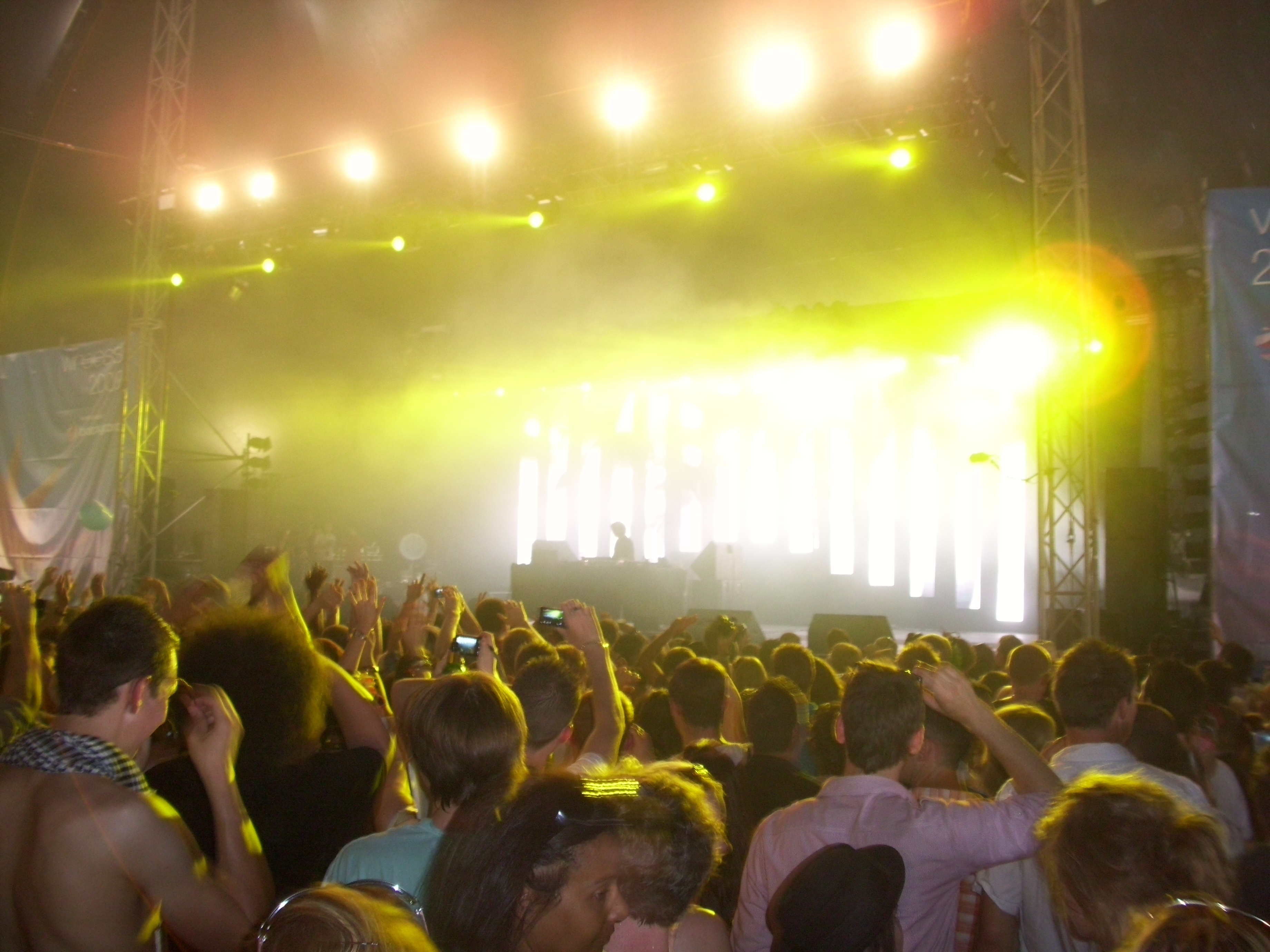
2009
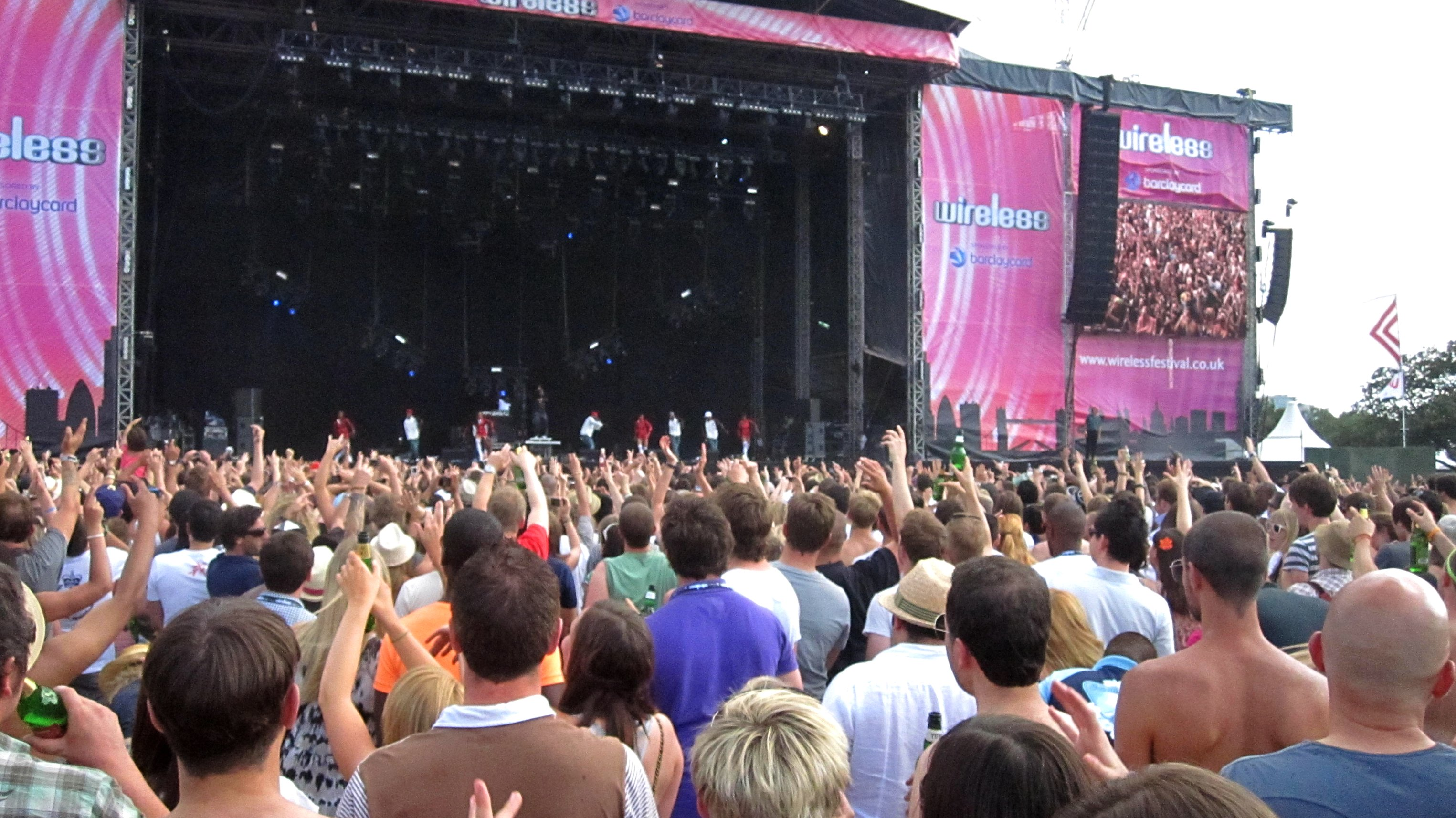
2010
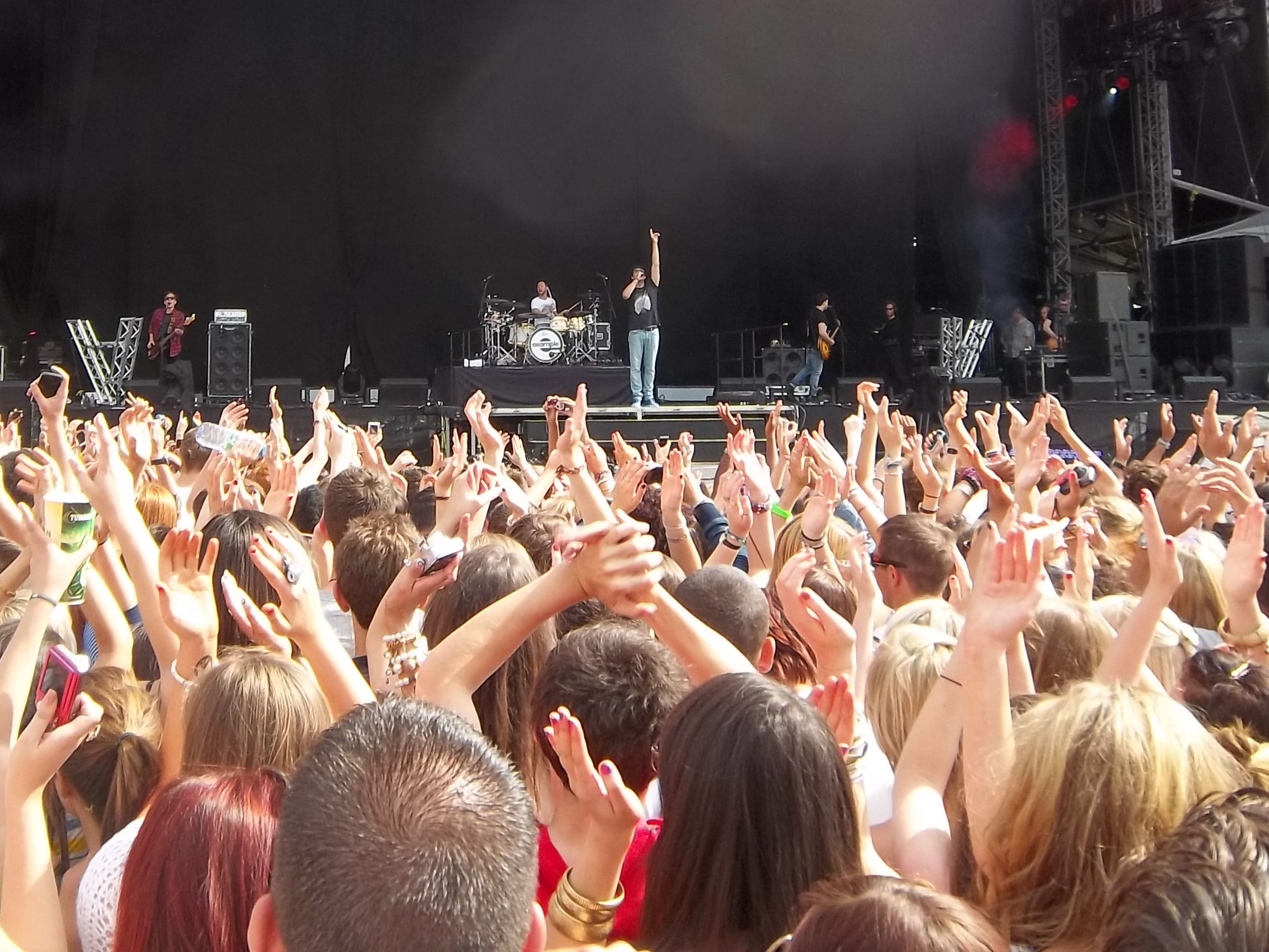
2011
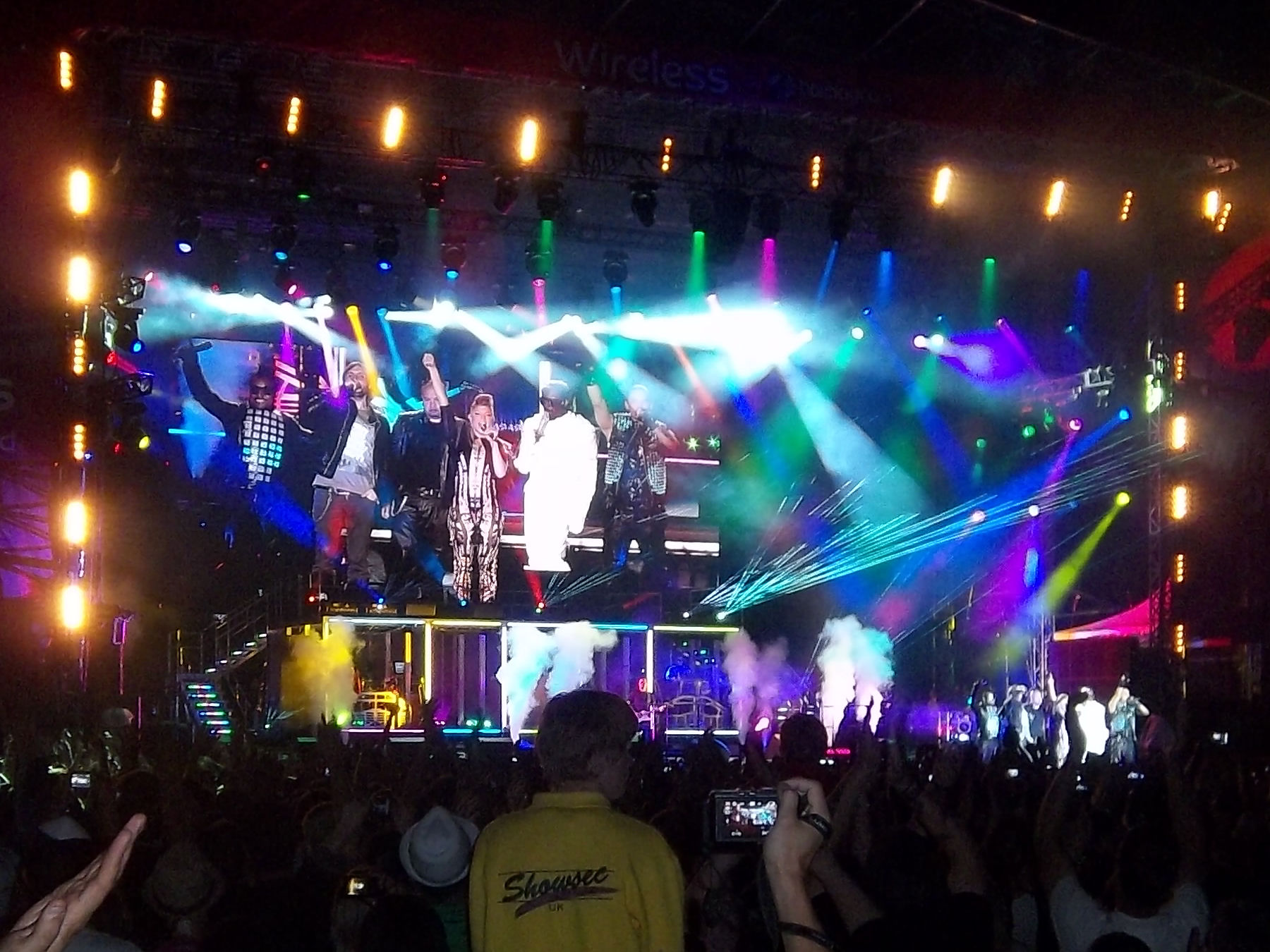
2011
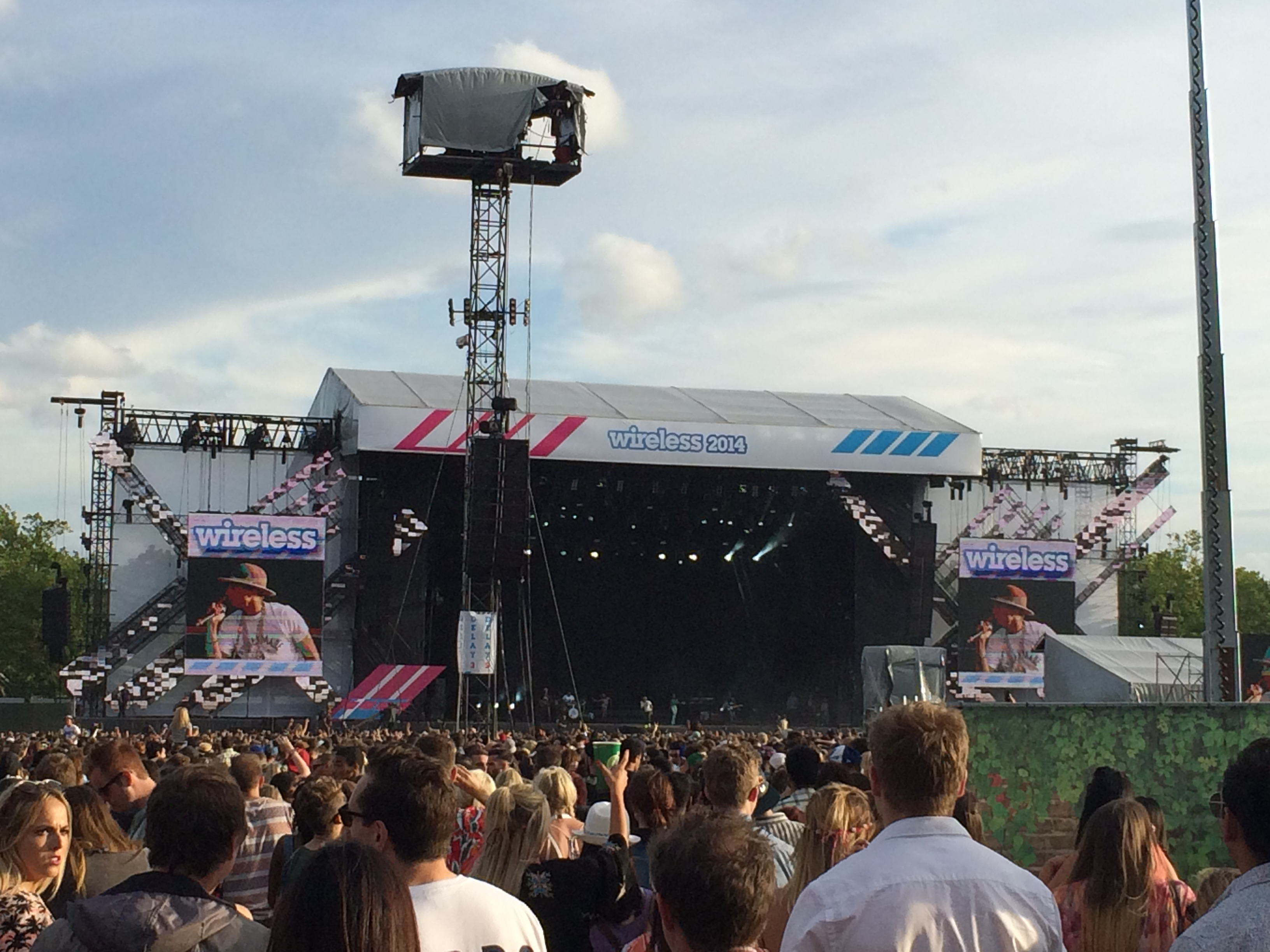
2014